# Улица Кирова (Новосибирск)
Улица Ки́рова (до 1934 года — Телегра́фная у́лица) — улица в Октябрьском районе Новосибирска. Начинается от Октябрьской магистрали и заканчивается, примыкая к улице Выборной. Улицу Кирова пересекает множество улиц, среди которых улицы Шевченко, Сакко и Ванцетти, Бориса Богаткова, Гурьевская, Добролюбова, Никитина, Грибоедова, Переселенческая и т. д.
С улицей Кирова соединяется улица Восход, примыкающая к створу Октябрьского моста, через неё на улицу Кирова попадает транспортный поток с левобережья города, также с улицы Кирова через улицу Восход идёт транспорт в сторону левого берега.

## Эстакада
В 2009 году длина улицы была увеличена за счёт новой эстакады, соединившей её с улицей Выборной. Введённая в эксплуатацию эстакада связала жилмассив Энергетиков с центральной частью Новосибирска.

## Достопримечательности

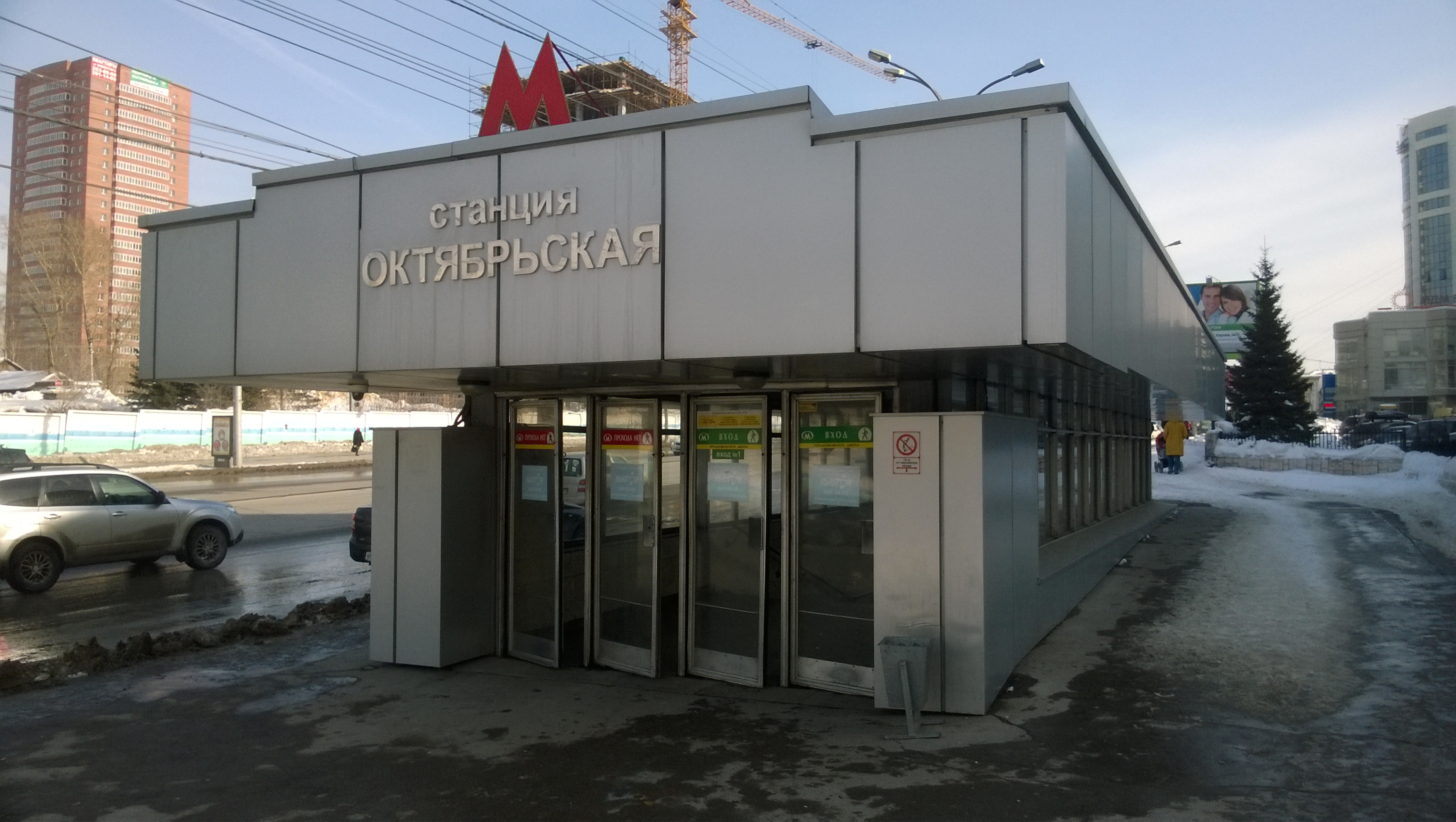
Станция метро Октябрьская.

Сельскохозяйственный техникум — Н-образное здание, сооружённое в 1927 году архитектором Андреем Крячковым. В 1930-е годы здесь располагался институт марксизма-ленинизма. С 1940-х годов в здании находится Новосибирский аффинажный завод.
Сквер ГПНТБ — сквер на перекрёстке улиц Бориса Богаткова и Кирова. С северо-западной части к скверу примыкает фонтанный комплекс «Речные цивилизации Сибири. Бия».

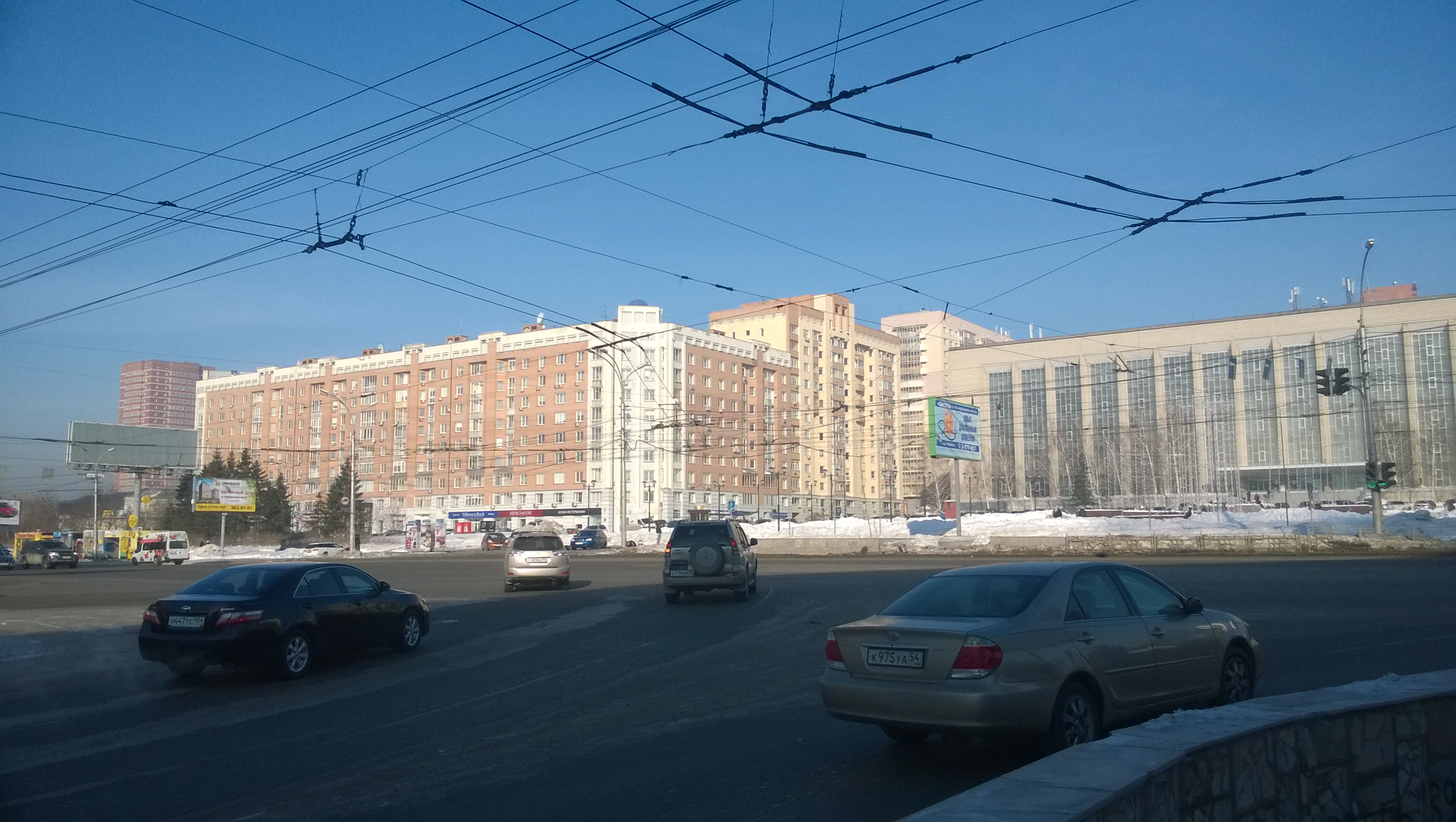
Перекрёсток улиц Кирова и Восход.

Сквер имени Кирова — парк, основанный в начале XX века.
Речные цивилизации Сибири. Бия — комплекс из трёх фонтанов, расположенный перед зданием ГПНТБ на площади Пименова.

## Скульптурные произведения
- Памятник Борису Богаткову
- Первое свидание, скульптурная композиция
- Пизанская башня, декоративное сооружение

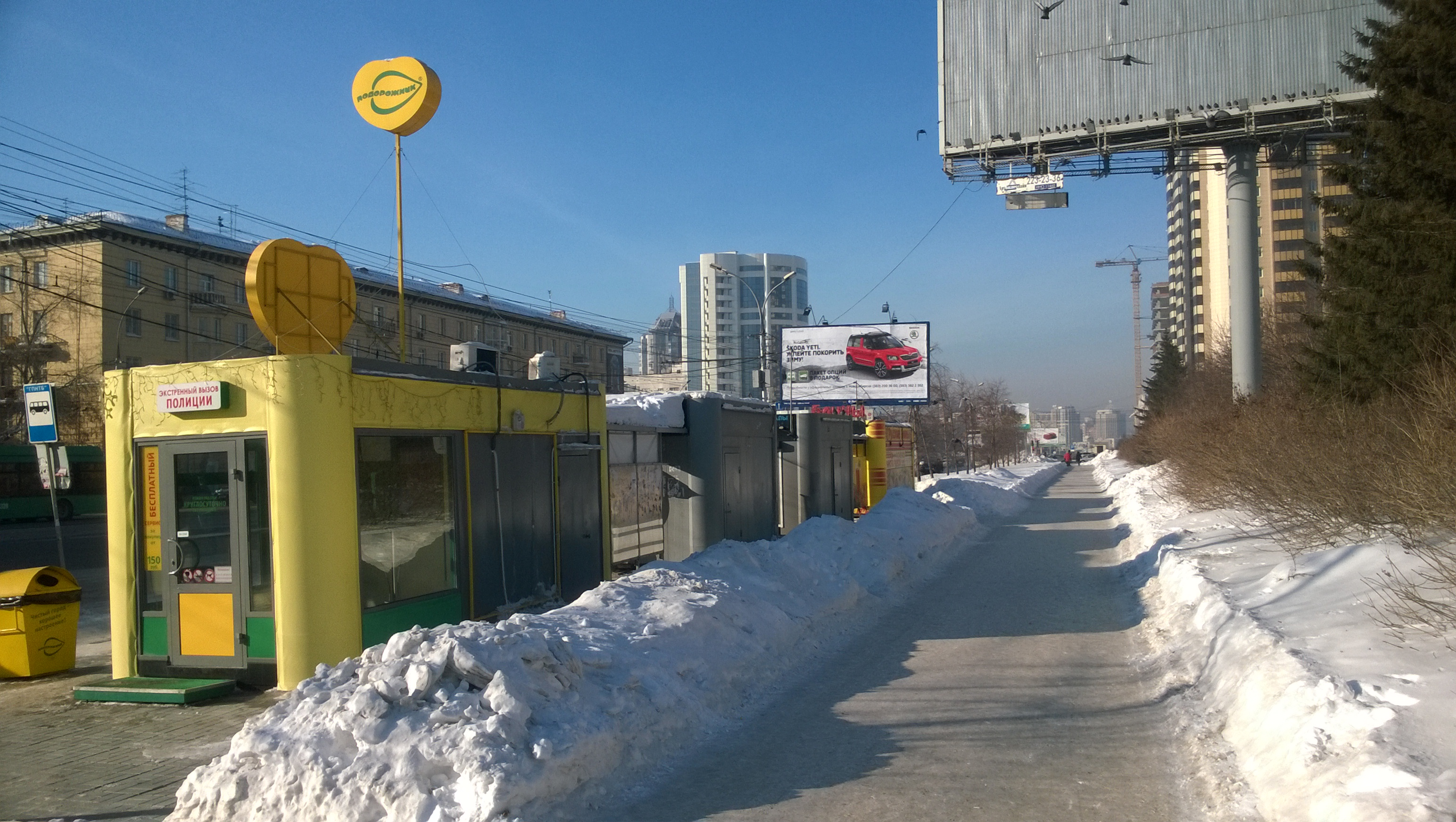
Улица Кирова в 2014 году

- Тигр, скульптура
- Олени, скульптурная композиция

## Организации
- Музей Октябрьского района
- Библиотека имени Гарина-Михайловского
- Государственная публичная научно-техническая библиотека СО РАН
- Федеральный институт повышения квалификации
- Законодательное Собрание Новосибирской области
- Новосибирский аффинажный завод
- Новосибирский завод радиодеталей
- Сибирский государственный университет телекоммуникаций и информатики

## Транспорт
На улице Кирова расположены девять остановок наземного транспорта и станция метро Октябрьская.